# Arese
Arese är en ort och kommun i storstadsregionen Milano, innan 31 december 2014 i provinsen Milano, i regionen Lombardiet, Italien. Kommunen hade 19 495 invånare (2018) och gränsar till kommunerna Bollate, Garbagnate Milanese, Lainate, Milano och Rho.
Alfa Romeos museum Museo Storico Alfa Romeo ligger i Arese. Här hade Alfa Romeo tillverkning och huvudkontor 1961–2005.